# Māra Zālīte
Māra Zālīte (født 18. februar 1952 i Krasnojarsk i Sovjetunionen) er en lettisk digter, dramaturg, essayist og offentlig person.
Zālīte blev født ind i en deporteret lettisk familie i den sibirske by Krasnojarsk. I 1956 vendte familien hjem til bedstefaderens hjem i Slampes pagasts i landskabet Zemgale. Hun gik på Murjāni mellemskole, og studerede senere lettisk filologi ved Letlands Statsuniversitet i årene 1970–75. Zālīte har udgivet værker siden 1972, og har været teknisk sekretær og referent ved Letlands Forfatterforening, samt digtkonsulent ved førnævnte samt tidsskriftet Liesma (Flamme), og hun var tidsskriftet Karogs (Flag) førsteredaktør i årene 1989–2000.
Māra Zālīte har siden Den Syngende Revolution været én af lettisk kulturlivs største autoriteter. Hun har været Letlands Sprogkommissions formand siden 2002. Udover at Māra Zālīte har modtaget mange literære præmier, er hun siden den 8. november 1995 Officer af Trestjerneordenen og siden 1998 æresmedlem af Letlands Videnskabsakademi.